# Гершельман, Дмитрий Фёдорович
Дмитрий Фёдорович Гершельман (1881—1918) — тверской вице-губернатор; статский советник, камер-юнкер.

## Биография
Происходил из дворянского рода Гершельманов. Старший внук генерала от инфантерии К. И. Гершельмана, сын Ф. К. Гершельмана.
Нарушив традицию своей семьи, он выбрал не военную, а статскую службу. В 1901 году окончил Императорский Александровский лицей и был определён на службу в канцелярию Комитета министров. Затем служил в различных государственных учреждениях России.
С 16 августа 1914 года по 1 мая 1917 года находился на должности тверского вице-губернатора. Д. Ф. Гершельман был уволен с поста вице-губернатора согласно личному прошению. Но ни в Твери, ни в имении Молдино семья не чувствовала себя в безопасности. Опасаясь расправы, она уезжает в Грузию, где остались знакомые отца. Однако это их не спасло. В некоторых источниках указано, что Д. Ф. Гершельман с супругой умерли в 1918 году в Тифлисе.
Полученное в приданое бабушкой Екатериной Фёдоровной (в девичестве Бегер,1831-1908) имение Молдино (Удомельский район) стало родовым имением этой ветви Гершельманов.

## Семья
Был женат на Софье Васильевне Вадковской — дочери камер-юнкера двора его императорского величества В. Ф. Вадковского (1853—1890). У них родились три дочери: Марина, Наталья, Елена.

## Награды
Ордена св. Владимира 4 й ст., св. Станислава 2 й ст., св. Анны 2 й ст. и 3 й ст. мечами, Знак Красного Креста, Юбилейный «В память 300 летия царствования дома Романовых», медали «В память войны 1904—1905 гг.», «Красного Креста», «В память 300 летия царствования дома Романовых».